# Young Guns
Young Guns – brytyjski zespół z Buckinghamshire i Londynu założony w 2003 roku.   
W 2009 roku zespół wydał EP Mirrors. Pierwszym singlem zostało Weight of the World. 12 lipca 2010 roku wydano ich pierwszy album All Our Kings Are Dead. Album promowały single Winter Kiss, Sons of Apathy, Crystal Clear, Stitchesoraz Weight of the World z EP Mirrors lecz piosenkę umieszczono również na albumie. Wkrótce do wszystkich singli zostały zrealizowane teledyski. 10 lipca 2011 roku została wydana reedycja albumu All Our Kings Are Dead o nazwie All Our Kings Are Dead: Gold Edition. Reedycja zawiera teledyski do wszystkich pięciu singli oraz nagrania akustyczne. 9 listopada 2011 roku zespół ogłosił nazwę ich drugiego albumu Bones, który miał mieć premierę 6 lutego 2012 roku. Pierwszym singlem z płyty było Learn My Lesson. Teledysk miał premierę 27 października 2011. Kolejnym singlem została tytułowa piosenka Bones, Dearly Departed oraz Towers (On My Way). Allmusic oceniło album na 3 gwiazdki i oceniając go jako "godny uwagi".

## Dyskografia
- All Our Kings Are Dead (2010)
- Bones (2012)
- Ones and Zeros (2015)
- "Echoes" (2016)

## Nagrody i wyróżnienia
| Rok  | Kategoria            | Tytułem    | Nagroda         | Nota | Źródło |
| ---- | -------------------- | ---------- | --------------- | ---- | ------ |
| 2013 | The Relentless Award | Young Guns | Kerrang! Awards | Laur | [ 1 ]  |